# Christian Ernst Stahl
Christian Ernst Stahl (Schiltigheim, 1848 – Jena, 1919) è stato un botanico tedesco.
Allievo di Anton de Bary, fu docente all'università di Jena dal 1881.